# Клаус Едуард Ріхтерс
Клаус Едуард Ріхтерс (нім. Claus Eduard Richters; 12 жовтня 1884, Кедінгбрух — 1957, Бюлькау) — німецький військовий ветеринар, доктор ветеринарії (1920), професор, генерал-лейтенант ветеринарної служби вермахту (1 серпня 1941).

## Біографія
3 жовтня 1903 року вступив в Військову ветеринарну академію. З жовтня 1904 по липень 1908 року навчався у Берлінському вищому ветеринарному училищі. З 1908 року — ветеринар телеграфного батальйону №4 у Фрайбурзі. В 1911 році відряджений в Інститут гігієни Берлінського вищого ветеринарного училища, в 1913 році — в Інститут бактеріології та серології Мпапуа в Німецькій Східній Африці для боротьби з чумою великої рогатої худоби. Учасник Першої світової війни, бився в Східній африці. В липні 1917 року важко поранений і взятий в полон британськими військами, утримувався в Індії. В 1919 році звільнений і продовжив службу в рейхсвері. З 18 жовтня 1920 року служив в Управлінні ветеринарної експертизи сухопутних військ, в 1930 році очолив Управління. З 1922 року — член Берлінського ветеринарного товариства. З 1 жовтня 1933 року — викладач газової і протиповітряної оборони Берлінського вищого ветеринарного училища: починаючи з літнього семестрі 1934 року, щотижня читав годинну лекцію на темі «Газовий захист та лікування отруєних газом тварин». З 1937 року — член Леопольдини. З 1938 року — головний ветеринар Управління ветеринарної експертизи сухопутних військ. Сферою наукових інтересів Ріхтерса були бактеріологія, серологія і газова та протиповітряна оборона, включаючи шкоду, яку бойові отруйні речовини наносили собакам і коням. З липня 1940 року — почесний професор Інституту фармакології та токсикології ветеринарного факультету університету Фрідріха-Вільгельма (колишнього Берлінського вищого ветеринарного училища). В 1945 році взятий в полон американськими військами.

## Нагороди
- Залізний хрест 2-го і 1-го класу
- Нагрудний знак «За поранення» в чорному
- Колоніальний знак
- Почесний хрест ветерана війни з мечами (1934)
- Медаль «За вислугу років у Вермахті» 4-го, 3-го, 2-го і 1-го класу (25 років; 2 жовтня 1936) — отримав 4 нагороди одночасно.